# 沖島
35°12′28″N 136°03′58″E / 35.20778°N 136.06611°E
沖島（日语：／ Oki shima）或稱作沖之島（日语：／ Okino shima）是日本滋賀縣琵琶湖東側的一個島嶼，為琵琶湖中最大島嶼，位於琵琶湖北部的竹生島夜間為無人島，因此沖島為日本唯一淡水湖中的有人島。屬於滋賀縣近江八幡市沖島町管轄。

## 設施
- 奥津嶋神社（日语：奥津嶋神社）
- 西福寺
- 近江八幡市立沖島小学校（日语：近江八幡市立沖島小学校）（日本唯一淡水湖島小學）